# Conférence des évêques de France
Pour les articles homonymes, voir CEF.
La Conférence des évêques de France (CEF) est la conférence épiscopale de l'Église catholique en France qui rassemble l'ensemble des évêques et cardinaux en activité résidant en France métropolitaine et dans les départements d'outre-mer (D.O.M.), ainsi que les cardinaux français à la retraite résidant en France.
Font aussi partie de la conférence, l'évêque placé à la tête de l'éparchie Sainte-Croix-de-Paris des Arméniens, l'éparchie Saint-Vladimir-le-Grand de Paris des Ukrainiens, l'éparchie Notre-Dame du Liban de Paris des Maronites, les vicaires apostoliques et préfets apostoliques des départements d'outre-mer, les administrateurs apostoliques et administrateurs diocésains (dans les diocèses momentanément dépourvus d'évêque) exerçant leur charge en France.
Les évêques des territoires d'outre-mer (TOM), qui relèvent de la Conférence épiscopale du Pacifique, ainsi que certains supérieurs d'ordres religieux, participent aux débats mais n'ont qu'un rôle consultatif.
La conférence est représentée à la Commission des épiscopats de l’Union européenne (COMECE). Son président participe également au Conseil des conférences épiscopales d’Europe (CCEE), avec une petite quarantaine d’autres membres.

## Histoire

### Les assemblées du clergé
Du XVIe au XVIIIe siècle, les assemblées du clergé réunissent périodiquement les députés du clergé. En 1811, Napoléon convoque le concile de Paris, mais l'expérience ne sera pas reconduite, condamnée par les dissensions entre le pouvoir napoléonien et le pape Pie VII. En outre, selon Christian Sorrel, « le cadre concordataire interdit toute concertation nationale ».
Trois assemblées plénières de l'épiscopat français se tiennent à la demande du pape Pie X en mai 1906, septembre 1906 et janvier 1907, dans le contexte de la loi de séparation des Églises et de l'État. D'après Christian Sorrel, les conflits au sein de l’Épiscopat français, ainsi que les « divergences entre les choix de sa majorité et les options du Saint-Siège », motivent le pape à ne pas renouveler l'expérience.

### L'assemblée des cardinaux et archevêques (ACA)
En 1914, les cardinaux français, à la recherche d'un cadre de concertation, décident de se réunir une fois par an, mais le déclenchement de la Première Guerre mondiale met un coup d'arrêt à cette initiative. En 1919, Louis-Joseph Luçon relance le projet de rencontre des cardinaux français et, conseillé par le pape Benoît XV, propose que les archevêques soient également associés à la rédaction d'une lettre pastorale collective. À l'approche des élections législatives, le pape souhaite, avec cette première rencontre des cardinaux et archevêques français, la poursuite du processus de ralliement des catholiques à la République, afin de favoriser le retour des relations diplomatiques entre le gouvernement français et le Saint-Siège, et d'élaborer un statut légal de l'Église en France. En effet, les catholiques français, qui suivirent en cela les consignes romaines, avaient refusé de constituer les associations cultuelles prévues au niveau communal par la loi de Séparation des Églises et de l’État de 1905.
Le 19 février 1919, les cardinaux et archevêques se réunissent à l'archevêché de Paris, instituant l'assemblée des cardinaux et archevêques de France. Parmi les dix-huit prélats convoqués, douze sont présents, six absents. La rédaction de la lettre pastorale collective est difficile : après de longues discussions, les cardinaux et archevêques parviennent finalement à un compromis, mais le document déçoit les milieux catholiques français.
À l'issue de la rencontre de février 1919, les prélats affichent leur volonté de renouveler la démarche chaque année, ce que le Saint-Siège accepte, tout en imposant l'ordre du jour pour la rencontre de 1920. Dès 1921, l'assemblée des cardinaux et archevêques (ACA) choisit elle-même les thèmes qui sont abordés en session, mais l'institution reste sous l'étroite surveillance de Rome. Par exemple, le procès-verbal de la réunion est soumis au préalable à l'approbation du Saint-Siège avant toute diffusion.

#### Création de la Commission permanente
Très rapidement, l'ACA met en place des structures pérennes : une commission permanente, « chargée de préparer la réunion annuelle en consultant les métropolitains et, par eux, tous les évêques, sur le programme, puis de suivre la rédaction et la diffusion du procès-verbal », est instituée en 1921, puis en 1922, une commission de l'enseignement, incluant des évêques.
L'assemblée des cardinaux et archevêques (ACA) organise quatre Assemblées plénières de l'épiscopat français en 1951, 1954, 1957 et 1960, mais on peut aussi noter la tenue de sept conférences épiscopales, non plénières, en zone libre, à Lyon, de 1940 à 1942, parallèlement aux assemblées des cardinaux et archevêques de zone occupée, à Paris.

#### Création du Secrétariat de l'Épiscopat
Le poste de « directeur du secrétariat de l'épiscopat » est créé en 1945 par l'Assemblée des cardinaux et archevêques de France, qui le confie à Henri Alexandre Chappoulie. Ce poste est ensuite occupé par Jean-Marie Villot de 1950 à 1959, et Julien Gouet de 1960 à 1966.

### La Conférence épiscopale française

#### Naissance
La Conférence des évêques de France a été créée lors de sa première assemblée plénière, du 18 au 20 mai 1964.

#### Réforme de 2005
En novembre 2003, il est décidé d'organiser désormais deux assemblées plénières par an au lieu d'une seule. Cette réforme a pour but de rééquilibrer les pouvoirs entre le Conseil permanent et l'assemblée plénière.

#### Installation de la Conférence au 58, avenue de Breteuil
Éric de Moulins-Beaufort est élu président de la conférence des évêques de France le 3 avril 2019 en remplacement de Georges Pontier.

#### Réforme de 2023
Destiné à faire des économies dans un contexte financier défavorable, un projet de réforme avait été rejeté en 2018 par les évêques en assemblée plénière.
Depuis 2021, la Conférence épiscopale planche sur une nouvelle réforme des structures. Après un an et demi de travail, le contenu de celle-ci est validé par les évêques en Assemblée plénière de Lourdes de mars 2023. La réforme envisage un renforcement du rôle des provinces ecclésiastiques, et un allègement de la structure nationale. En effet, les services nationaux disparaissent, remplacés par des pôles missionnaires et des pôles dits supports,,. Les modifications des statuts et du règlement intérieur de la Conférence épiscopale sont votés par les évêques lors de l’Assemblée plénière de novembre 2023, avant d'être  transmis à Rome pour recognitio, ou reconnaissance. Cependant, ces documents n'obtenant pas la reconnaissance de Rome, de nouveaux statuts et un nouveau règlement intérieur, intégrant les remarques du Saint-Siège, sont votés par les évêques en Assemblée plénière de mars 2024, avant d'être présentés à la recognitio du Siège apostolique.

## Organisation

### Assemblée plénière
L'ensemble des évêques, qui constituent la Conférence, se réunit deux fois par an à Lourdes, en assemblée plénière. Cette assemblée prend des décisions concernant l'Église catholique romaine en France, et émet des avis sur des questions de société. Pour qu'un texte soit voté, il faut qu'il recueille les deux tiers des voix des prélats ayant voix déliberative. Ce texte n'entre en vigueur qu'une fois promulgué, et après avoir été reconnu par le Saint-Siège.
Le président et le vice-président de l'assemblée sont élus pour trois ans.

### Conseil permanent
Composé de 10 membres, il est chargé d'assurer la continuité de la présence de la Conférence pendant l'année, veille à l'application des décisions de l'assemblée plénière, et coordonne les actions des commissions et comités de la Conférence. Ses membres sont en partie élus par l'assemblée.

### Secrétariat général
C'est l'organe de liaison entre les différents services de l'Église catholique romaine en France. Il prépare également les travaux, et assure concrètement l'exécution des décisions de l'assemblée.

### Commissions et comités
Au nombre de 10, les commissions ont chacune un domaine de réflexion et d'action :
- Liturgie et pastorale sacramentelle,
- Catéchèse et catéchuménat,
- Ministères ordonnés,
- Vie consacrée,
- Famille,
- Mouvements apostoliques et associations de fidèles,
- Mission universelle de l'Église,
- Unité des chrétiens,
- Commission sociale des évêques de France,
- Éducation, vie et foi des jeunes.

Chaque président de commission est élu pour un an lors de l'assemblée plénière.
Les comités sont composés d'évêques mandatés par la Conférence pour des durées plus longues, et examinent des problèmes qui sortent des attributions des commissions :
- l'information et la communication
- le droit canon
- les relations internationales
- les questions économiques de la Conférence.

## Maison de la Conférence épiscopale de France
Acquis fin avril 2004 pour un montant de 15,4 millions d'euros, des locaux situés avenue de Breteuil à Paris, qui appartenaient précédemment à la congrégation des sœurs de Notre-Dame du Cénacle, accueillent l'ensemble des instances de la Conférence épiscopale de France à partir de 2007, soit, à cette époque, un effectif d'environ 130 salariés,. Jusqu'à cette date, les différents services de la Conférence étaient dispersés au sein d'une vingtaine de sites en région parisienne. Cependant, la délégation catholique pour la coopération et les services pour les relations avec l'islam et le judaïsme n'avaient pas prévu d'y déménager immédiatement.
La chapelle Saint-François-de-Sales, bâtie dans les années 1930, est constituée de deux nefs perpendiculaires se rejoignant au niveau du chœur. La nef principale, dont les piliers sont décorés de chapiteaux sculptés, est parcouru d'un chemin de croix en bas-relief. Ses extrémités sont percées de baies en force d'ogives, dont les fenêtres, hautes, sont ornementées de vitraux à losanges. Le chœur, de plan carré ou cruciforme, est plus haut que les nefs. Il est couvert d'une voûte segmentaire, un arc surbaissé, sur pendentif. Le plafond est percé d'une rosace à châssis ouvrants et de la lanterne d'une ouverture zénithale, jouant le rôle de puits de lumière.
Réaménagée suivant le plan de l'architecte d'intérieur Florence Cosse, qui dispose l'assemblée autour de l'ambon, et place l'autel « bleu profond » sous la coupole, où la grande croix dorée contraste avec les pierres, les briques et l'enduits de chaux, elle peut désormais accueillir une centaine de personnes.

## Actions et prises de position

### Formation religieuse
En 1991, la conférence des évêques de France publie le Catéchisme pour adultes.
Après la promulgation de la Ratio fundamentalis institutionis sacerdotalis par la Congrégation pour le clergé en 2016, qui est un nouveau document pour la formation des futurs prêtres, la CEF travaille à une déclinaison applicable aux séminaires et lieux de formation des prêtres en France.

### Évangélisation
À la suite du rapport Proposer la foi dans la société actuelle de Claude Dagens, publié en 1994, la conférence des évêques de France publie en novembre 1996 la Lettre aux catholiques de France
Le 7 novembre 2013, la CEF lance le site jesus.catholique.fr qui a pour vocation de parler de Jésus, sur une base officielle, et toucher ainsi les internautes en étant facile d'accès.

### Mariage, famille et filiation
La CEF s'exprime sur des sujets liés à la famille, la parentalité, le mariage ou la filiation, en s'alignant sur l'enseignement de l'Église.
Après que plusieurs évêques ont individuellement déploré l’absence d’un véritable débat sur l'ouverture du mariage aux personnes de même sexe, la CEF élabore un document de réflexion intitulé Élargir le mariage aux personnes de même sexe ? Ouvrons le débat !, publié en septembre 2012. Le texte est rédigé par le Conseil Famille et Société, composé d'évêques mais aussi de professionnels et universitaires réunis pour l'occasion. Ce document est la convergence de compétences pluridisciplinaires, et propose une analyse des enjeux de la nouvelle loi. Il est aussi une pressante interpellation éthique.
En novembre 2012, anticipant la réforme annoncée du mariage en France, le cardinal Vingt-Trois (alors président de la CEF) encourage les catholiques à « se manifester » pour qu’ils apportent au débat national leur contribution réfléchie.

### Avortement et euthanasie
La Conférence des évêques de France exprime régulièrement son opposition à l'interruption volontaire de grossesse, en publiant, ou en relayant différents textes et documents qui expliquent les raisons de la position de l'Église à ce sujet.
En septembre 2015, alors que le gouvernement français s'apprête à libéraliser davantage le recours à l'avortement, la CEF publie un communiqué signé par son porte-parole Olivier Ribadeau Dumas, qui entend rappeler « l'impérieuse nécessité de ne pas considérer l'avortement comme une anecdote de la vie mais comme un acte grave qui engage et marque bien souvent profondément et durablement les personnes qui le vivent : les femmes mais aussi les hommes et les familles ».
La CEF est également opposée à l'euthanasie, préférant une meilleure assistance aux personnes en fin de vie. En 2018, lors de l'Assemblée plénière des évêques, la CEF réaffirme son « opposition éthique » à un changement de la loi permettant l'euthanasie et l'assistance médicale au suicide. Les évêques de France publient une déclaration pour défendre « l'urgence de la fraternité ! », et appellent les catholiques à prendre part « sereinement » aux débats,.

### Solidarité internationale
La Conférence des évêques de France a donné mandat au CCFD-Terre Solidaire afin de mobiliser la solidarité des chrétiens en faveur des plus pauvres et démunis des pays du Sud et de l'Est.
Le 14 mars 2017, la Conférence des évêques de France, représentée par son vice-président Pascal Delannoy, évêque du diocèse de Saint-Denis, a co-signé à l'Elysée un protocole d'accueil en faveur des réfugiés permettant à 500 syriens de quitter les camps de réfugiés du Liban et de gagner la France par avion.

### Accompagnement des pauvres et exclus
La CEF attire régulièrement l'attention sur l'accueil des migrants, l'accompagnement des personnes vulnérables dans la société française, en particulier les plus pauvres et exclus.
Le mouvement Diaconia 2013 et les rassemblements suscités font partie de la sensibilisation menée par l'Église catholique en France au sujet de la lutte contre la pauvreté sociale. La CEF a invité toutes les paroisses à faire écrire aux fidèles un « livre des merveilles » et un « livre des fragilités », pour découvrir les merveilles dans les personnes les plus vulnérables. Un rassemblement national a été organisé à Lourdes (lieu de l'assemblée plénière de la CEF), du 9 au 11 mai 2013, avec pour objet de partager les démarches mises en place en faveur des personnes pauvres, ou vivant des situations d'exclusion sociale. Diaconia 2013 a été la « grande cause des diocèses de France ».
La démarche de Diaconia consiste à refuser la spécialisation de la charité, afin de généraliser la pratique à toutes les personnes, et montrer qu'elle n'est pas réservée aux diacres ou aux associations de solidarité. Ce projet a notamment rassemblé, en mai 2013, puis en octobre 2017, « les personnes parmi les plus pauvres et ceux qui les accompagnent ».

### Handicap et personnes malades
La Conférence des évêques de France soutient différentes initiatives en faveur des personnes handicapées, ou malades, et ce par différentes actions.
En 2021, la CEF souhaite améliorer davantage la place des personnes handicapées dans l’Église en France, et s'associe avec la revue Ombres & Lumière (magazine chrétien du handicap et de la fragilité), laquelle réalise une enquête auprès des catholiques français, afin d'identifier de nouvelles actions nécessaires.

### Bioéthique
Attachée à la « dignité de la personne humaine », la CEF travaille à une participation active de l'Église de France aux États généraux de la bioéthique, et comprend officiellement un groupe de travail bioéthique.
La CEF est favorable à la procréation médicalement assistée dans des cas très restrictifs. La procréation doit avoir lieu dans le mariage, et dans l’acte conjugal compris comme donation mutuelle des conjoints ; de même, l’embryon doit être respecté comme une personne.
La Conférence des évêques de France s'oppose à la gestation pour autrui, sans aucune exception.

### Patrimoine culturel
La Pastorale du tourisme est une mission sociétale de l'Église romaine, qui a pour mission de valoriser le patrimoine culturel religieux.
La CEF décline cette mission en France, première destination touristique mondiale, afin d'accompagner le tourisme à la découverte du patrimoine religieux. L'idée est de répondre à la recherche spirituelle autant qu'à la curiosité des touristes. Chaque diocèse est donc invité à développer un service en lien avec les paroisses en formant et fédérant des initiatives locales.

### Dialogue interreligieux
En 1969, le père dominicain Bernard Dupuy fonde le Service national pour les relations avec le judaïsme (SNRJ), qui cherche à favoriser le dialogue avec les autorités juives de France. Depuis 2019, ce service propose deux nouveaux outils au service des relations entre juifs et chrétiens : un nouveau site internet relationsjudaisme.catholique.fr, et une lettre d'information mensuelle. Le site propose des contenus de formation, des outils de référence, un point sur les enjeux et l’historique du dialogue entre l’Église et le Judaïsme, ainsi que les actualités du service. En 2023, le SNRJ publie, sous la direction du père Christophe Le Sourt, l'ouvrage Déconstruire l'antijudaïsme chrétien, préfacé par Haïm Korsia, grand rabbin de France, en vue de faire connaitre l'enseignement de l'Église catholique sur les relations entre judaïsme et christianisme et de renforcer le dialogue entre juifs et chrétiens.
En 1975, le père blanc Michel Lelong, fonde le Service national pour les relations avec les musulmans (SNRM), qui a pour mission de servir la rencontre entre les responsables catholiques et responsables musulmans, et de former et soutenir les catholiques engagés dans ces relations. En 2005, dans 64 diocèses (sur 90), l'évêque a nommé un délégué ou correspondant pour les relations avec l’Islam. Comme pour le judaïsme, un site internet est créé, qui remplit les mêmes fonctions : relations-catholiques-musulmans.cef.fr.

### Écologie et environnement
En 2000, les évêques de France ont publié un document sur « le Respect de la Création », invitant les chrétiens au civisme écologique.
En 2010, un groupe de travail composé d’évêques, de théologiens et d’experts a présenté un rapport sur les enjeux et les défis en matière d’environnement et d’écologie.
Un pôle « Écologie et Société », piloté par Elena Lasida, vise à faire connaître et vivre l’encyclique Laudato si’ et à développer les initiatives en faveur de la sauvegarde de la Création dans les diocèses de France. Chaque diocèse est appelé à désigner un référent diocésain à l’écologie intégrale et à créer, pour l’aider, un poste de service civique, en vue de constituer un réseau national.
Du 28 au 31 mars 2017, lors de l'Assemblée plénière de printemps à Lourdes, les évêques réfléchissent aux nouveaux modes de vie liés aux questions écologiques, dans l'esprit de l'encyclique Laudato si’ du pape François. Ils publieront par ailleurs à l'issue de leur Assemblée un texte avec comme titre « Pour de nouveaux modes de vie, l’appel de Laudato si' ».
Depuis août 2017, la Conférence des évêques de France porte avec la Fédération Protestante de France, l’Assemblée des évêques orthodoxes de France et le Conseil d'Églises chrétiennes en France, le label Église verte, qui vise la « conversion écologique » des communautés chrétiennes.
Les deux premiers jours de l'assemblée d'automne des évêques de France à Lourdes les 5 et 6 novembre 2019, la question de l'écologie intégrale, chère au pape François, est évoquée. Ce thème fédérateur est l'occasion de changer les méthodes de travail afin de faire émerger une intelligence collective pour une Église plus synodale.
En 2023, la CEF publie l'ouvrage Ensemble pour notre Terre, qui rassemble des présentations des initiatives en faveur de la sauvegarde de la Création dans les diocèses de France.

### Abus sexuels dans l'Église
Pour des articles plus généraux, voir Abus sexuels sur les femmes dans l'Église catholique et Abus sexuels sur mineurs dans l'Église catholique en France.
La question de la pédophilie dans l'Eglise est abordée pour la première fois en Assemblée à Lourdes en novembre 2000, les échanges et les réflexions en plénière amenant l'ensemble des évêques de France à faire une déclaration commune.
À la suite notamment des condamnations du prêtre pédophile récidiviste Gérard Mercury, et de l’évêque Pierre Pican pour ne pas avoir signalé à la justice les actes pédocriminels de l'abbé René Bissey, la CEF crée, en novembre 2001, le Comité consultatif en matière d'abus sur mineurs. Celui-ci est composé de 11 membres, il est présidé par Bernard-Nicolas Aubertin. Trois objectifs lui sont fixés : « Offrir une aide aux victimes ; organiser le suivi des personnes condamnées ; renforcer la formation des acteurs de la pastorale en matière de prévention »,.
La brochure Lutter contre la pédophilie, repères pour les éducateurs est publiée par la Conférence des évêques de France en 2003 puis elle est rééditée et mise à jour en 2010 et 2017,,. Elle donne des pistes pour détecter les comportements à risque, pour saisir la justice et insiste sur la nécessité d'en finir avec la loi du silence.
Devant la vague de révélations d'affaires de pédophilie impliquant des membres du clergé, le Conseil permanent de la Conférence épiscopale annonce le 12 avril 2016 la mise en place de nouvelles mesures pour lutter contre la pédophilie : la création de la Commission nationale d’expertise sur la pédophilie présidée par Alain Christnacht, la fondation de la Cellule permanente de lutte contre la pédophilie (CPLP), et la mise en place de cellules au niveau des diocèses ou des provinces ecclésiastiques, la création d'un site internet dédié notamment à l'accueil des victimes, luttercontrelapedophilie.catholique.fr, et l'ouverture d'une adresse mail aux victimes.
En novembre 2018, Jean-Marc Sauvé est nommé par la Conférence des évêques de France à la tête de la Commission indépendante sur les abus sexuels dans l'Église depuis les années 1950, sur la proposition de Georges Pontier. La Commission rend son rapport en octobre 2021.
En novembre 2022, lors de l'assemblée des évêques de France marquée par la question des abus sexuels dans l’Église, un an après le rapport Sauvé et la récente révélation des abus sexuels de l'évêque Michel Santier, Éric de Moulins-Beaufort annonce qu'actuellement onze affaires d'abus concernant des évêques relèvent de la justice civile ou de la justice de l'Église. Il cite notamment le cardinal  Jean-Pierre Ricard, ex-président de la Conférence des évêques, qui vient d'avouer un abus sur une mineure de 14 ans quand il était curé à Marseille il y a 35 ans. Eric de Moulins-Beaufort demande que ceux qui  « parmi nous (…) se sont rendus coupables d’actes de ce genre le fassent connaître d’eux-mêmes ». Quelques jours après, Jean-Pierre Grallet, déjà dénoncé par sa victime en décembre 2021, avoue publiquement avoir eu à la fin des années 1980 « des gestes déplacés envers une jeune femme majeure, comportement qu['il] regrette profondément ». Pour Cécile Berne, de l’association de victimes Comme une mère aimante, Jean-Pierre Grallet minimise les faits en employant des termes inappropriés. La Catholique Marie-Hélène Lafage précise « « Bonjour chers frères évêques, on va reprendre ensemble : on ne dit pas j’ai eu un geste déplacé, mais j’ai commis une agression sexuelle ».

### Défense de l'image de la religion
La conférence des évêques de France a déploré les scènes « de dérision et de moquerie du christianisme » lors de la cérémonie d'ouverture des Jeux olympiques de Paris de 2024,, appelant néanmoins à l'unité lors de cet événement dans ce moment festif. Bien que le communiqué de presse ne mentionne pas de passage précis, un des douze tableaux qui composait la cérémonie d'ouverture, intitulé "Festivité", a suscité de nombreuses réactions. En effet, la scène de banquet, qui introduit le tableau, a été interprété comme une parodie de La Cène.
Le metteur en scène de la cérémonie, Thomas Jolly, s'est défendu d'avoir voulu caricaturer qui que ce soit, de même que le co-auteur de la cérémonie d'ouverture, Patrick Boucheron, qui n'a souhaité « ni blasphème ni moquerie ». Pour l'historien, la scène du banquet est une manière de lier la Grèce antique à la ville de Paris à travers la figure de Dionysos, ici défini comme le père de Sequana, la déesse du fleuve Seine, et le motif du festin des dieux. Pourtant, ainsi que l'indique Léa Narès, « rien n’indique ni ne laisse présager une telle relation » entre Dionysos et Sequana.

## Publications
En mai 1991, la Conférence a publié un Catéchisme pour adultes ayant pour auteurs « Les évêques de France ». Moins précis mais également moins technique que le Catéchisme de l’Église catholique, il n'en a pas moins été élaboré en liaison avec le Saint-Siège.
En 2012, le groupe de travail « écologie et environnement » de la Conférence des évêques de France publie Enjeux et défis écologiques pour l'avenir, préfacé par Mgr Marc Stenger aux éditions du Cerf.
En 2016, le conseil permanent de la Conférence des évêques de France publie Dans un monde qui change retrouver le sens du politique, Paris, Bayard, 2016.
En 2023, la Conférence publie l'ouvrage Ensemble pour notre Terre, qui rassemble des présentations des initiatives en faveur de la sauvegarde de la Création dans les diocèses de France.

## Les présidents successifs
Les présidents de l'Assemblée des cardinaux et archevêques de France (1945-1964) :
- 1945-1948 : Emmanuel Suhard, archevêque de Paris, cardinal
- 1948-1964 : Achille Liénart, évêque de Lille, cardinal

Les présidents de la Conférence des évêques de France sont élus lors des assemblées plénières annuelles pour un mandat de trois ans, renouvelable une fois.
- 1964-1969 : Maurice Feltin, archevêque de Paris, cardinal
- 1969-1975 : François Marty, archevêque de Paris, cardinal
- 1975-1981 : Roger Etchegaray, archevêque de Marseille, cardinal en 1979
- 1981-1987 : Jean Vilnet, évêque de Saint-Dié puis de Lille
- 1987-1990 : Albert Decourtray, archevêque de Lyon, cardinal
- 1990-1996 : Joseph Duval, archevêque de Rouen
- 1996-2001 : Louis-Marie Billé, archevêque d'Aix-en-Provence puis de Lyon, cardinal en 2001
- 2001-2007 : Jean-Pierre Ricard, archevêque de Bordeaux, cardinal en 2006
- 2007-2013 : André Vingt-Trois, archevêque de Paris, cardinal en 2007
- 2013-2019 : Georges Pontier, archevêque de Marseille
- 2019-2025 : Éric de Moulins-Beaufort, archevêque de Reims
- depuis juillet 2025 : Jean-Marc Aveline, archevêque de Marseille[97], cardinal

## Sanctuaire national
La conférence épiscopale a élevé le sanctuaire de Notre-Dame de Lourdes au rang de sanctuaire national lors de l'assemblée plénière des évêques de France le 7 novembre 2020. Le sanctuaire de Lourdes était considéré jusque-là comme un sanctuaire diocésain. Après avoir obtenu la validation de Rome, les statuts canoniques du sanctuaire de Lourdes ont été publiés au bulletin officiel de la Conférence des évêques de France (CEF) le 17 février 2021, pour une entrée en vigueur rétroactive le 11 février de la même année, date anniversaire de la première apparition mariale à Bernadette Soubirous dans la grotte de Lourdes.
Selon le Code de droit canonique de 1983, l'approbation de la Conférence épiscopale est nécessaire pour qu'un sanctuaire soit qualifié de national. Celle-ci est alors seule compétente pour approuver les statuts, qui déterminent « les buts du sanctuaire, l'autorité du recteur, la propriété et l'administration des biens ».